# Plesiosiro
Plesiosiro este o gen fosil de arahnide, singurele membre care alcătuiesc ordinul Haptopoda. Denumirea ordinului provine de la cuvintele grecești haptos – „simț tactil” și podos – picioare, referindu-se la prima pereche de picioare care, probabil, reprezentau organe tactile. Au fost descrise 9 exemplare din Carboniferul superior, descoperite în comitatul Staffordshire, Marea Britanie. Fosilele originale au fost redescrise în detaliu de paleontologii Alexander Petrunkevitch în 1949 și Jason Dunlop în 1999.
Genul este monotipic, reprezentat doar de specia Plesiosiro madeleyi descrisă de Reginald Innes Pocock în monografie sa din 1911 despre arahnidele carbonifere britanice.

## Morfologie externă

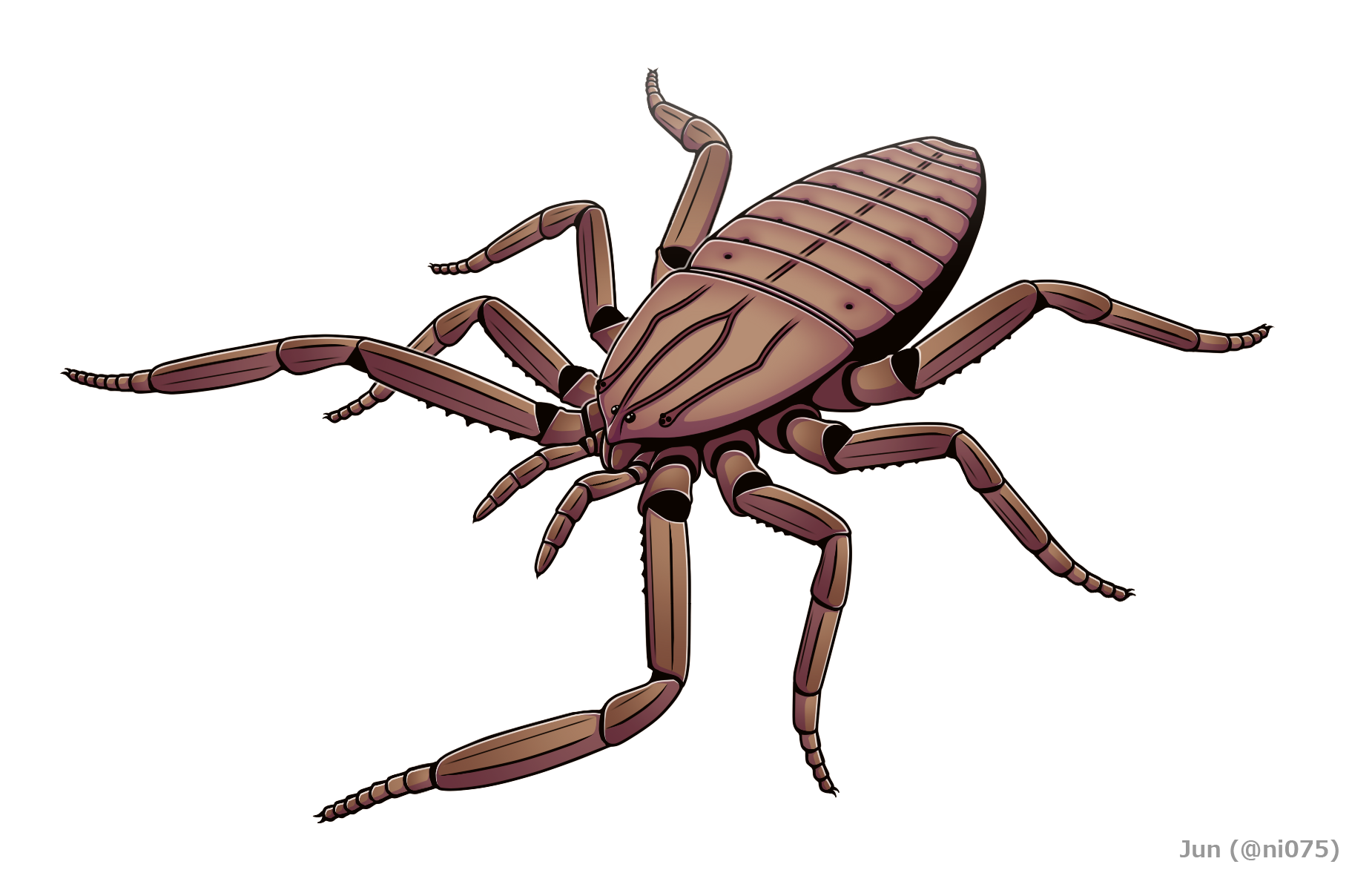
Reconstituire Plesiosiro madeleyi

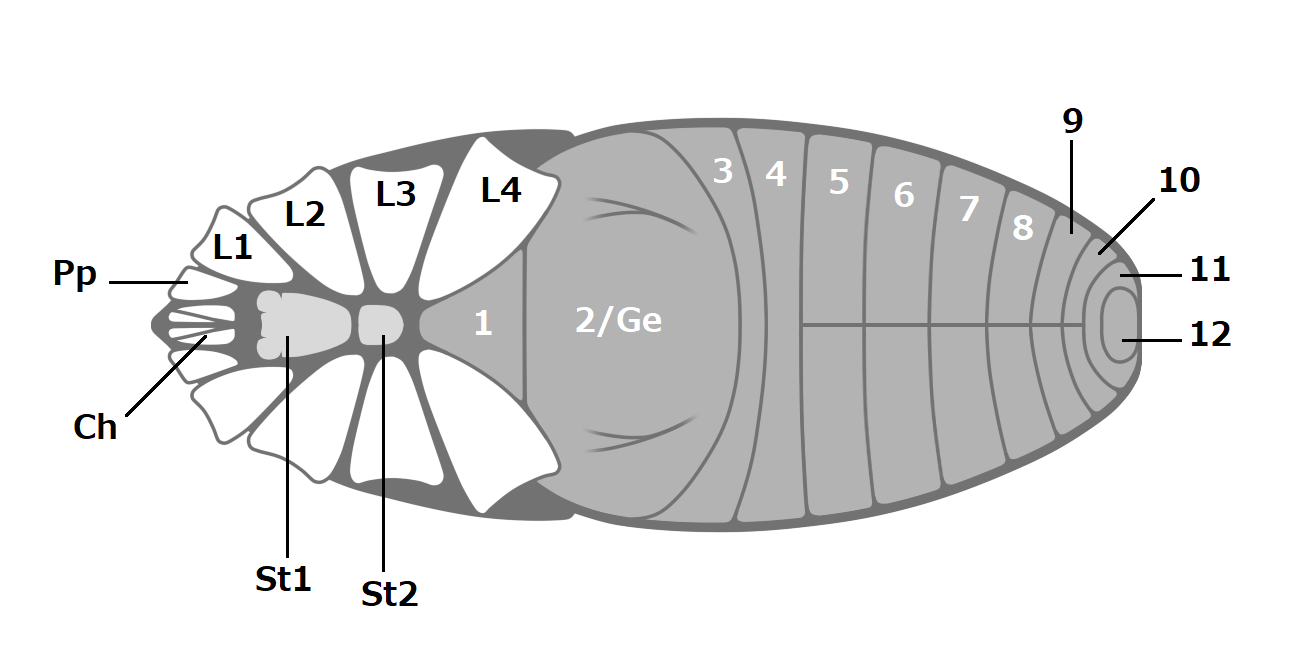
Plesiosiro madeleyi, vedere ventrală:
Legendă: Pd - pediaplp; Ch. - chelicer; St1, St2 - plăci sternale ale prosomei; L1-L4 - coxele picioarelor; 1-12 - sternitele opistosomei (segmentele abdominale); Ge - opercul genital

Corpul haptopodelor este aplatizat, constituit din două regiuni: prosomă (cefalotorace) și opistosomă (abdomen). Lungimea acestor arahnide măsoară 10 – 13 mm.
Prosma nesegmentată este deformă trapezoidală și acoperită cu un scut dorsal. Pe partea dorsală, scutul prezintă trei creste longitudinale: una mediană și două laterale. Creasta mediană se bifurca formând un oval. Înspre anterior aceste două ramuri se unesc în apropiere ochilor. Ochii mediani proeminenți sunt situați pe o partea și pe altă a crestei centrale. Crestele laterale prezintă anterior tuberculi rotunjiți. Scutul unor exemplare este acoperit cu tuberculi suplimentari. Se presupune că pe tuberculii crestelor erau așezați ochii laterali, însă în fosilele găsite nu se observă vreo urmă de lentile. 
Partea ventrală a prosomei este protejată de 2 plăci sternale, de coxele picioarelor și pedipalpilor. Anterior pe stern se află două proeminențe zimțate, posibil implicate în fărâmițarea hranei. 
Chelicerele sunt extrem de mici, alcătuite din două sau trei articole și se terminau cu gheare. Ele erau situate ventral, adică sub prosomă în regiunea orificiului bucal.
Pedipalpii, la fel, sunt foarte mici, erau constituite din 6 articole și se asemănau cu picioarele. 
Membrele locomotoare erau în număr de patru perechi, prima pereche și ultima fiind alungite. Celelalte două perechi erau mai scurte. Se presupune că, prima pereche îndeplinea rolul unor organe tactile, cu ajutorul cărora haptopodul examina terenul din față. Restul picioarelor serveau locomoției. Toate picioarele se terminau, cel puțin, cu o gheară. 
Opistosoma erau alcătuită din 12 segmente, dar numai 10 – 11 sunt vizibile. Partea dorsală a opistosomie este acoperită de tergite – plăci scleritizate. Tergitele anterioare sunt mai largi, iar cele posterioare se scurtează și devin mai curbate. O creastă mediană divizează opistosoma în două părți laterale. Spre marginea laterală, tergitele sunt marcate de tuberculi pronunțate. Partea ventrală este acoperită cu sternite scleritizate. 

## Anatomie
Fosilele oferă puține date cu privirea la structura anatomică a Plesiosiro. Pe partea ventrală a opistosomei au rămas doar anumite depresiuni, pe sternitele 2 și 3, pe care unii autori le interpretează ca stigme respiratorii ale plămânilor. 

## Reproducere
Nu se cunosc date cu privire la obiceiurile de împereche la Plesiosiro.

## Ecologie
Probabil că, haptopodele erau prădători și vânau diverse nevertebrate mici. Proiecțiile cu aspect zimțat prezente pe femurul picioarelor ar putea fi folosite pentru a reține și a imobiliza prada. Aplatizarea corpului poate indică faptul că haptopodele trăiau și printre roci, sub bușteni sau pietre. 

## Sistematică și răspândire
Ordinul haptopda cuprinde o familie – Plesiosironidae, un gen – Plesiosiro și o singură specie – Plesiosiro madeleyi.
Relația filogenetică a Haptopda cu alte ordine de arahnide înrudite după Garwood & Dunlop, 2014:
| Uropygi | \| \| Thelyphonida \| \| \| \| \| \| Schizomida \| \| \| \| |
|         | \| \| Thelyphonida \| \| \| \| \| \| Schizomida \| \| \| \| |
|         | Amblypygi                                                   |
|         |                                                             |
|         | Thelyphonida                                                |
|         |                                                             |
|         | Schizomida                                                  |
|         |                                                             |

|  | Thelyphonida |
|  |              |
|  | Schizomida   |
|  |              |

| Uropygi | \| \| Thelyphonida \| \| \| \| \| \| Schizomida \| \| \| \| |
|         | \| \| Thelyphonida \| \| \| \| \| \| Schizomida \| \| \| \| |
|         | Amblypygi                                                   |
|         |                                                             |
|         | Thelyphonida                                                |
|         |                                                             |
|         | Schizomida                                                  |
|         |                                                             |

|  | Thelyphonida |
|  |              |
|  | Schizomida   |
|  |              |

|  | †Uraraneida |
|  |             |
|  | Araneae     |
|  |             |

| Uropygi | \| \| Thelyphonida \| \| \| \| \| \| Schizomida \| \| \| \| |
|         | \| \| Thelyphonida \| \| \| \| \| \| Schizomida \| \| \| \| |
|         | Amblypygi                                                   |
|         |                                                             |
|         | Thelyphonida                                                |
|         |                                                             |
|         | Schizomida                                                  |
|         |                                                             |

|  | Thelyphonida |
|  |              |
|  | Schizomida   |
|  |              |

| Uropygi | \| \| Thelyphonida \| \| \| \| \| \| Schizomida \| \| \| \| |
|         | \| \| Thelyphonida \| \| \| \| \| \| Schizomida \| \| \| \| |
|         | Amblypygi                                                   |
|         |                                                             |
|         | Thelyphonida                                                |
|         |                                                             |
|         | Schizomida                                                  |
|         |                                                             |

|  | Thelyphonida |
|  |              |
|  | Schizomida   |
|  |              |

|  | †Uraraneida |
|  |             |
|  | Araneae     |
|  |             |

| Uropygi | \| \| Thelyphonida \| \| \| \| \| \| Schizomida \| \| \| \| |
|         | \| \| Thelyphonida \| \| \| \| \| \| Schizomida \| \| \| \| |
|         | Amblypygi                                                   |
|         |                                                             |
|         | Thelyphonida                                                |
|         |                                                             |
|         | Schizomida                                                  |
|         |                                                             |

|  | Thelyphonida |
|  |              |
|  | Schizomida   |
|  |              |

| Uropygi | \| \| Thelyphonida \| \| \| \| \| \| Schizomida \| \| \| \| |
|         | \| \| Thelyphonida \| \| \| \| \| \| Schizomida \| \| \| \| |
|         | Amblypygi                                                   |
|         |                                                             |
|         | Thelyphonida                                                |
|         |                                                             |
|         | Schizomida                                                  |
|         |                                                             |

|  | Thelyphonida |
|  |              |
|  | Schizomida   |
|  |              |

|  | †Uraraneida |
|  |             |
|  | Araneae     |
|  |             |

| Uropygi | \| \| Thelyphonida \| \| \| \| \| \| Schizomida \| \| \| \| |
|         | \| \| Thelyphonida \| \| \| \| \| \| Schizomida \| \| \| \| |
|         | Amblypygi                                                   |
|         |                                                             |
|         | Thelyphonida                                                |
|         |                                                             |
|         | Schizomida                                                  |
|         |                                                             |

|  | Thelyphonida |
|  |              |
|  | Schizomida   |
|  |              |

| Uropygi | \| \| Thelyphonida \| \| \| \| \| \| Schizomida \| \| \| \| |
|         | \| \| Thelyphonida \| \| \| \| \| \| Schizomida \| \| \| \| |
|         | Amblypygi                                                   |
|         |                                                             |
|         | Thelyphonida                                                |
|         |                                                             |
|         | Schizomida                                                  |
|         |                                                             |

|  | Thelyphonida |
|  |              |
|  | Schizomida   |
|  |              |

|  | †Uraraneida |
|  |             |
|  | Araneae     |
|  |             |